# Чемпионат мира по фехтованию 1952
Чемпионат мира по фехтованию в 1952 году проходил в Копенгагене (Дания). В связи с тем, что в этом же году проходили Олимпийские игры в Хельсинки, состязания проводились только по не входившему в олимпийскую программу командному первенству на рапирах среди женщин.

## Общий медальный зачёт
| Место | Страна  | Золото | Серебро | Бронза | Всего |
| ----- | ------- | ------ | ------- | ------ | ----- |
| 1     | Венгрия | 1      | 0       | 0      | 1     |
| 2     | Франция | 0      | 1       | 0      | 1     |
| 3     | Италия  | 0      | 0       | 1      | 1     |

## Медалисты

### Женщины
| Дисциплина                  | Золото                                                                  | Серебро                                                                                                   | Бронза                                                                                           |
| --------------------------- | ----------------------------------------------------------------------- | --- | ------------------------------------------------------------------------------------------------ |
| Рапира Командное первенство | Венгрия · Магдолна Ньяри-Ковач · Илона Элек · Маргит Элек · Магда Жабка | Франция · Катерина Бернхайм · Одетт Дран · Рене Гариль · Франсуаза Гуни · Лильян Гионно · Франсуаза Майяр | Италия · Ирене Камбер · Велледа Чезари · Альберта Лоренцони · Дженни Дзанелли · Сильвия Струкель |